# Pandanus permicron
Pandanus permicron är en enhjärtbladig växtart som beskrevs av Ryozo Kanehira. Pandanus permicron ingår i släktet Pandanus och familjen Pandanaceae. Inga underarter finns listade.